# Music Inspired by the Life and Times of Scrooge
Music Inspired by the Life and Times of Scrooge est le premier album solo de l'artiste finlandais Tuomas Holopainen, compositeur et pianiste, plus connu pour sa contribution au groupe de metal symphonique Nightwish. L'album est basé sur le comics La Jeunesse de Picsou, écrit et dessiné par Don Rosa, qui a notamment dessiné la couverture de cet album. Il est sorti le 11 avril 2014 et le single A Lifetime of Adventure est quant à lui sorti plus tôt, le 5 février 2014, accompagné de son clip, réalisé par Ville Lipiäinen,.
Plusieurs chanteurs ont donné de la voix pour cette œuvre, principalement Johanna Kurkela, Tony Kakko de Sonata Arctica.
La narration a été gérée par Alan Reid, avec des paroles en anglais et en écossais gaélique. 
Enfin, les morceaux ont été joués par l'orchestre symphonique de Londres, La chorale Metro Voices, et de nombreux musiciens invités, comme le membre du groupe Nightwish Troy Donockley.

## Liste des musiques
Toutes les chansons sont écrites et composées par Tuomas Holopainen.
| 1.    | Glasgow 1877                 | 6:27 |
| 2.    | Into the West                | 5:01 |
| 3.    | Duel & Cloudscapes           | 4:50 |
| 4.    | Dreamtime                    | 4:47 |
| 5.    | Cold Heart of the Klondike   | 6:52 |
| 6.    | The Last Sled                | 5:40 |
| 7.    | Goodbye, Papa                | 6:27 |
| 8.    | To Be Rich                   | 3:22 |
| 9.    | A Lifetime of Adventure      | 6:13 |
| 10.   | Go Slowly Now, Sands of Time | 4:36 |
| 54:05 |                              |      |

| iTunes bonus tracks | iTunes bonus tracks                           | iTunes bonus tracks | iTunes bonus tracks | iTunes bonus tracks | iTunes bonus tracks | iTunes bonus tracks | iTunes bonus tracks | iTunes bonus tracks | iTunes bonus tracks |
| No                  | Titre                                         | Durée               |                     |                     |                     |                     |                     |                     |                     |
| ------------------- | --------------------------------------------- | ------------------- | ------------------- | ------------------- | ------------------- | ------------------- | ------------------- | ------------------- | ------------------- |
| 11.                 | A Lifetime of Adventure (Alternative Version) | 6:00                |                     |                     |                     |                     |                     |                     |                     |
| 6:00                |                                               |                     |                     |                     |                     |                     |                     |                     |                     |

## Musiciens
Musiciens
- Tuomas Holopainen - claviers, piano[1]
- Troy Donockley - uilleann pipes, low whistles, bodhran
- Mikko Iivanainen - guitars, banjo
- Dermot Crehan - violin
- Teho Majamäki - didgeridoo
- Jon Burr - harmonica

Chanteurs
- Johanna Kurkela : Goldie O'Gilt  (pour les pistes : 1, 6, 8, 9, 10)
- Johanna Iivanainen : Narratrice et Édith O'Drake (pour les pistes : 2, 4, 8, 9)
- Alan Reid : Balthazar Picsou (pour les pistes : 1, 6, 10)
- Tony Kakko : Narrateur (pour la piste : 5)

Orchestre et chœurs
- Pip Williams - arrangement et chef d'orchestre[4]
- London Philharmonic Orchestra
- Metro Voices

## Ventes
| \| Ventes (2014) \| Meilleur classement \| \| ------------------------------------- \| ------------------- \| \| Autriche (Ö3 Austria Top 40)[5] \| 52 \| \| France (SNEP)[6] \| 80 \| \| Pays-Bas (Mega Album Top 100)[7] \| 92 \| \| Finlande (Suomen virallinen lista)[8] \| 1 \| \| Allemagne (Media Control AG)[9] \| 23 \| \| Suisse (Schweizer Hitparade)[10] \| 19 \| |                     |
| Ventes (2014) | Meilleur classement |
| Autriche (Ö3 Austria Top 40) | 52                  |
| France (SNEP) | 80                  |
| Pays-Bas (Mega Album Top 100) | 92                  |
| Finlande (Suomen virallinen lista) | 1                   |
| Allemagne (Media Control AG) | 23                  |
| Suisse (Schweizer Hitparade) | 19                  |